# Унеюв-Парцеля
Унеюв-Парцеля (пол. Uniejów-Parcela) — село в Польщі, у гміні Харшниця Меховського повіту Малопольського воєводства.
Населення — 122 особи (2011).
У 1975-1998 роках село належало до Келецького воєводства.

## Демографія
Демографічна структура станом на 31 березня 2011 року:
|          | Загалом | Допрацездатний вік | Працездатний вік | Постпрацездатний вік |
| -------- | ------- | ------------------ | ---------------- | -------------------- |
| Чоловіки | 55      | 12                 | 36               | 7                    |
| Жінки    | 67      | 16                 | 34               | 17                   |
| Разом    | 122     | 28                 | 70               | 24                   |